# Romagne (Gironda)
Romagne è un comune francese di 403 abitanti situato nel dipartimento della Gironda nella regione della Nuova Aquitania.

## Società

### Evoluzione demografica
Abitanti censiti